# Regionalització de les Nacions Unides

Regionalització de les Nacions Unides

La regionalització de les Nacions Unides és la divisió geogràfica del món en àrees definides que efectua l'ONU per consensuar les unitats d'anàlisi estadística que utilitza i no coincideix necessàriament amb les divisions polítiques o nacionals en disputa. Així, fa equivalents els termes de regió i continent, i a cadascun contempla diferents sub-regions.

## Llistat de regions i sub-regions
- Àfrica
  - Àfrica oriental
  - Àfrica central
  - Àfrica del Nord
  - Àfrica Austral
  - Àfrica Occidental

- Amèrica
  - Amèrica del Nord
  - Amèrica del Sud
  - Carib
  - Amèrica Central

- Àsia
  - Àsia central
  - Àsia oriental
  - Àsia del Sud
  - Sud-est asiàtic
  - Àsia Occidental

- Europa
  - Europa de l'Est o Europa Oriental
  - Europa del Nord
  - Europa del Sud
  - Europa Occidental

- Oceania
  - Australàsia
  - Melanèsia
  - Polinèsia
  - Micronèsia